# Furan-2-carbonsäure
Furan-2-carbonsäure ist eine chemische Verbindung aus der Gruppe der Furanderivate und Carbonsäuren.

## Gewinnung und Darstellung
Furan-2-carbonsäure kann durch Oxidation von Furfural (z. B. Cannizzaro-Reaktion) gewonnen werden.
Sie tritt auch als Zwischenprodukt bei der Pyrolyse von Schleimsäure zu Furan auf und bildet sich beim Rösten von Lebensmitteln. Ersteres wurde bereits von Carl Wilhelm Scheele und Trommsdorf bemerkt, die das Produkt jedoch nicht als eigenständige Verbindung auffassten. Erst Labillardière erkannte 1818 in dieser die Brenzschleimsäure.

## Eigenschaften
Furan-2-carbonsäure ist ein farbloses bis beiges Pulver, das wenig löslich in Wasser ist. Durch die Carboxygruppe wird der Furanring stabilisiert, so dass sich die Verbindung nitrieren, sulfonieren, verestern (an der Carboxygruppe) und in ihr Säurechlorid umwandeln lässt. Beim Erhitzen decarboxyliert die Verbindung zu Furan.

## Verwendung
Furan-2-carbonsäure ist ein Metabolit des Furfurals (2-Furylmethanal) und wird als sein Biomarker in Harn analysiert. Furan-2-carbonsäure besitzt bakterizide Eigenschaften und wird wie Benzoesäure als Konservierungsmittel eingesetzt. Sie dient auch bei der Lackherstellung als Glanzmittel. Die Ester von Furan-2-carbonsäure besitzen einen angenehm fruchtartigen Geruch und werden als Duftstoff verwendet.